# Włodzimierz Dolata
Włodzimierz Dolata (ur. 6 stycznia 1942 we Wrześni) – polski technolog żywności, profesor nauk rolniczych.

## Życiorys
W 1960 ukończył Liceum Ogólnokształcące im. Henryka Sienkiewicza we Wrześni. Od 1960 do 1965 studiował na Wydziale Technologii Rolno-Spożywczej Wyższej Szkoły Rolniczej w Poznaniu. W 1975 uzyskał stopień doktora (praca Technologiczna ocena nowej techniki obróbki cieplnej farszów wędlinowych, promotor – Józef Gracz). Habilitował się w 1992 na podstawie rozprawy Wpływ niektórych parametrów technicznych kutra na kształtowanie jakości farszów i wędlin oraz energochłonności procesu kutrowania. 1 stycznia 2001 otrzymał tytuł naukowy profesora nauk rolniczych. Odznaczony Złotym Krzyżem Zasługi. Obecnie na emeryturze.
Łączny dorobek naukowy to 181 pozycji, w tym 75 oryginalnych prac twórczych, jeden podręcznik, jeden skrypt i trzy patenty. Specjalizował się głównie w technologii żywności, przede wszystkim technologii mięsa. Najważniejsze osiągnięcia badawcze to m.in.:
- zastosowanie prądu o częstotliwości 50 Hz do elektro-kontaktowej obróbki cieplnej przetworów mięsnych,
- opracowanie sposobu pomiaru naprężeń w zespole tnącym wilka,
- kompleksowe i nowatorskie zbadanie procesu rozdrabniania surowców mięsnych w kutrach,
- opracowanie kompleksowej metodyki i oprogramowania komputerowego do badania właściwości reologicznych i tekstury farszów oraz wędlin na aparacie Instron,
- określenie wpływu sposobu wytwarzania dymu wędzarniczego i rodzaju drewna na cechy jakościowe wędlin,
- zastosowanie komputerowej analizy obrazu do badania jakości produktów i oceny jakościowej zespołów roboczych maszyn[3].

## Odznaczenia i wyróżnienia
- Złoty Krzyż Zasługi[1];
- Medal Komisji Edukacji Narodowej,
- Złoty Medal im. Jana Kilińskiego za zasługi dla rzemiosła,
- Medal Stowarzyszenia Rzeźników i Wędliniarzy RP za szczególne zasługi dla rozwoju rzemiosła rzeźnicko-wędliniarskiego,
- Honorowa Odznaka Rzemiosła
- Odznaka honorowa „Zasłużony dla Rolnictwa”[4].